# Pseudopseustis beduina
Pseudopseustis beduina is een vlinder uit de familie uilen (Noctuidae). De wetenschappelijke naam van deze soort is voor het eerst geldig gepubliceerd in 1948 door Wiltshire.
De soort komt voor in tropisch Afrika.